# Saint-Sigismond (Maine-et-Loire)
Pour les articles homonymes, voir Saint-Sigismond.
Saint-Sigismond est une ancienne commune française située dans le département de Maine-et-Loire, en région Pays de la Loire.
Le 1er janvier 2024, elle devient une commune déléguée d'Ingrandes-le-Fresne-sur-Loire.

## Géographie

### Localisation
Commune angevine du Segréen, Saint-Sigismond se situe au sud-ouest de Villemoisan en limite du département de la Loire-Atlantique, sur les routes D 102, Villemoisan, et D 25, Loireauxence.
Son territoire se situe sur les unités paysagères des marches du Segréen et du plateau du Segréen.

### Évolution du territoire
Le 1er janvier 2016, la commune nouvelle d'Ingrandes-Le Fresne sur Loire est créée sous le régime de la commune nouvelle en lieu et place des communes d'Ingrandes (49160) et du Fresne-sur-Loire (49382). Cette opération a nécessité un décret en Conseil d'État (23 décembre 2015) modifiant les limites départementales afin que la commune du Fresne-sur-Loire passe dans le ressort du département de Maine-et-Loire. La fusion a été ensuite officialisée par un arrêté préfectoral du 31 décembre 2015.
Le 1er janvier 2024, la commune d'Ingrandes-le-Fresne-sur-Loire est créée sous le même régime par fusion des communes de Ingrandes-Le Fresne sur Loire et Saint-Sigismond par arrêté préfectoral du 16 novembre 2023. Les deux anciennes communes deviennent communes déléguées. Le chef-lieu est fixé à la mairie d'Ingrandes-Le Fresne sur Loire.

### Climat
Le climat qui caractérise la commune est qualifié, en 2010, de « climat océanique altéré », selon la typologie des climats de la France qui compte alors huit grands types de climats en métropole. En 2020, la commune ressort du même type de climat dans la classification établie par Météo-France, qui ne compte désormais, en première approche, que cinq grands types de climats en métropole. Il s’agit d’une zone de transition entre le climat océanique, le climat de montagne et le climat semi-continental. Les écarts de température entre hiver et été augmentent avec l'éloignement de la mer. La pluviométrie est plus faible qu'en bord de mer, sauf aux abords des reliefs.
Les paramètres climatiques qui ont permis d’établir la typologie de 2010 comportent six variables pour les températures et huit pour les précipitations, dont les valeurs correspondent à la normale 1971-2000. Les sept principales variables caractérisant la commune sont présentées dans l'encadré ci-après.
| Paramètres climatiques communaux sur la période 1971-2000 - Moyenne annuelle de température : 11,8 °C - Nombre de jours avec une température inférieure à −5 °C : 1,6 j - Nombre de jours avec une température supérieure à 30 °C : 4,1 j - Amplitude thermique annuelle : 13,8 °C - Cumuls annuels de précipitation : 709 mm - Nombre de jours de précipitation en janvier : 11,7 j - Nombre de jours de précipitation en juillet : 6,2 j |

Avec le changement climatique, ces variables ont évolué. Une étude réalisée en 2014 par la Direction générale de l'Énergie et du Climat complétée par des études régionales prévoit en effet que la température moyenne devrait croître et la pluviométrie moyenne baisser, avec toutefois de fortes variations régionales. Ces changements peuvent être constatés sur la station météorologique de Météo-France la plus proche, « La Pommeraye », sur la commune de Mauges-sur-Loire, mise en service en 1980 et qui se trouve à 13 km à vol d'oiseau,, où la température moyenne annuelle est de 12,1 °C et la hauteur de précipitations de 670,9 mm pour la période 1981-2010.
Sur la station météorologique historique la plus proche, « Nantes-Bouguenais », sur la commune de Bouguenais, dans le département de la Loire-Atlantique, mise en service en 1945 et à 60 km, la température moyenne annuelle évolue de 12,2 °C pour la période 1971-2000, à 12,5 °C pour 1981-2010, puis à 12,7 °C pour 1991-2020.

## Urbanisme

### Typologie
Saint-Sigismond est une commune rurale, car elle fait partie des communes peu ou très peu denses, au sens de la grille communale de densité de l'Insee,,,. 
La commune est en outre hors attraction des villes,.

### Occupation des sols
L'occupation des sols de la commune, telle qu'elle ressort de la base de données européenne d’occupation biophysique des sols Corine Land Cover (CLC), est marquée par l'importance des territoires agricoles (96,1 % en 2018), une proportion identique à celle de 1990 (96,2 %). La répartition détaillée en 2018 est la suivante : 
terres arables (46,2 %), prairies (37,8 %), zones agricoles hétérogènes (12,1 %), forêts (3,6 %), mines, décharges et chantiers (0,2 %), espaces verts artificialisés, non agricoles (0,1 %). L'évolution de l’occupation des sols de la commune et de ses infrastructures peut être observée sur les différentes représentations cartographiques du territoire : la carte de Cassini (XVIIIe siècle), la carte d'état-major (1820-1866) et les cartes ou photos aériennes de l'IGN pour la période actuelle (1950 à aujourd'hui).

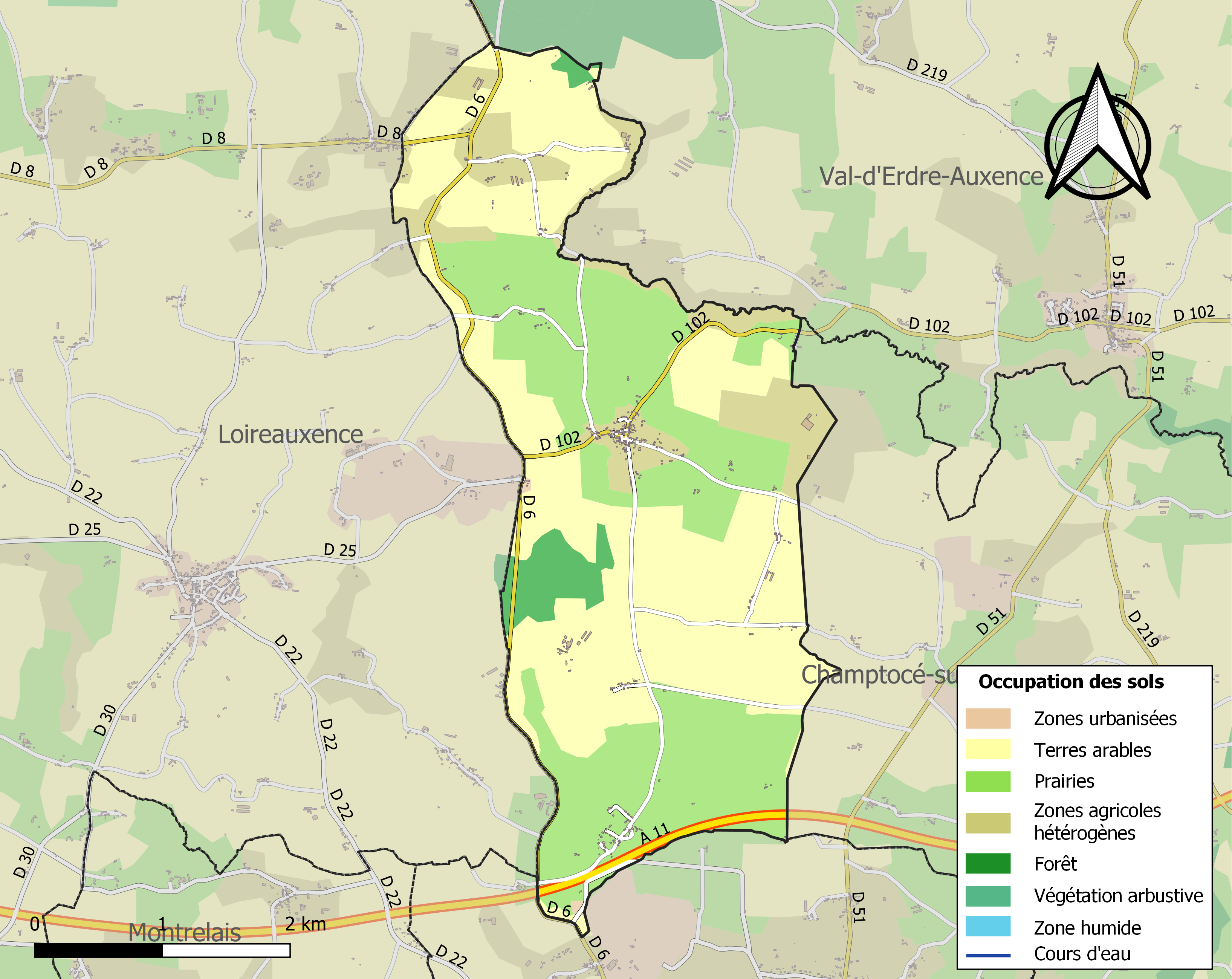
Carte des infrastructures et de l'occupation des sols de la commune en 2018 (CLC).

## Toponymie
Ecclesia Sancti Sigismundi en 1080-1096. Durant la Révolution, la commune porte le nom de Val-d'Auxance,.

## Histoire
Sous l'Ancien Régime, la paroisse dépend du doyenné de Candé et de l'élection d'Angers.
À la suite de l'arrêté préfectoral no 2023-113 du 16 novembre 2023 portant création de la commune nouvelle d'Ingrandes-le-Fresne-sur-Loire, la commune de Saint-Sigismond fusionne avec Ingrandes-Le Fresne sur Loire et devient une commune déléguée d'Ingrandes-le-Fresne-sur-Loire au 1er janvier 2024.

## Politique et administration

### Administration actuelle
Depuis le 1er janvier 2024, Saint-Sigismond constitue une commune déléguée au sein de la commune nouvelle d'Ingrandes-le-Fresne-sur-Loire et dispose d'un maire délégué.
| Période                                  | Période | Identité             | Étiquette | Qualité |
| ---------------------------------------- | ------- | -------------------- | --------- | ------- |
| 1er janvier 2024                         |         | Jean-Pierre Boisneau |           |         |
| Les données manquantes sont à compléter. |         |                      |           |         |

### Administration ancienne

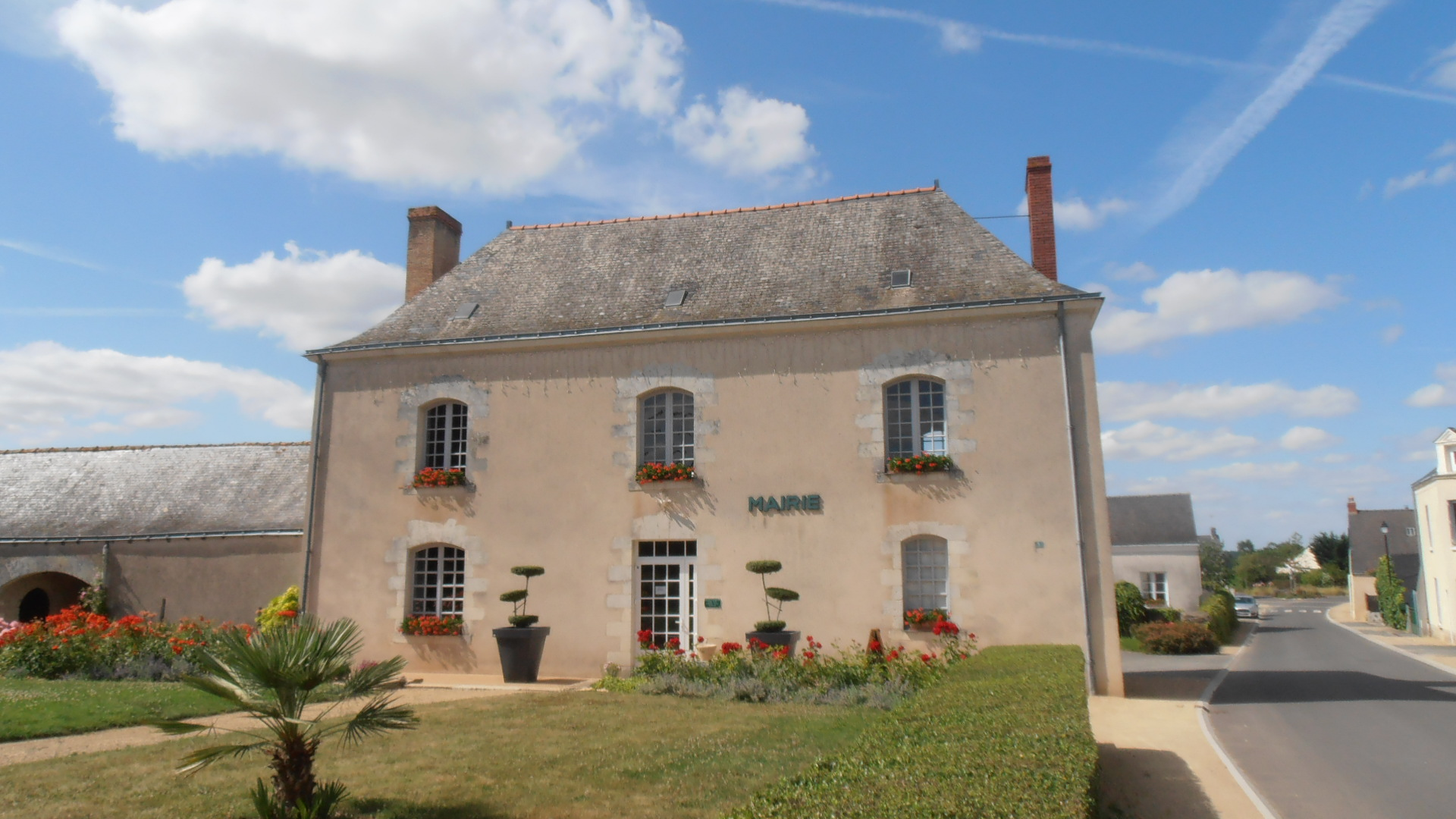
La mairie de Saint-Sigismond.

| Période                                  | Période          | Identité               | Étiquette | Qualité |
| ---------------------------------------- | ---------------- | ---------------------- | --------- | ------- |
| février 1862                             | décembre 1890    | Victor Chicot          |           |         |
| mai 1908                                 |                  | Jean-Baptiste Barbarin |           |         |
| juillet 1933                             |                  | René Doucet            |           |         |
| mai 1935                                 |                  | Jean Babin             |           |         |
| octobre 1947                             |                  | Julien Jamet           |           |         |
| décembre 1974                            |                  | Antoine Chauvrière     |           |         |
| mars 1977                                | 1995             | Jean Boisneau          |           |         |
| 1995                                     |                  | René Lore              |           |         |
| mars 2008                                | mai 2020         | Jean Sotty             |           |         |
| mai 2020                                 | 31 décembre 2023 | Jean-Pierre Boisneau   |           |         |
| Les données manquantes sont à compléter. |                  |                        |           |         |

### Intercommunalité
La commune est membre de la communauté de communes des Vallées du Haut-Anjou. Elle était précédemment membre de la communauté de communes Ouest-Anjou, elle-même membre du syndicat mixte Pays de l'Anjou bleu, Pays segréen.

### Autres circonscriptions
Jusqu'en 2014, Saint-Sigismond fait partie du canton du Louroux-Béconnais et de l'arrondissement d'Angers. Ce canton compte alors dix communes. Dans le cadre de la réforme territoriale, un nouveau découpage territorial pour le département de Maine-et-Loire est défini par le décret du 26 février 2014. La commune est alors rattachée au canton de Chalonnes-sur-Loire, avec une entrée en vigueur au renouvellement des assemblées départementales de 2015.

## Population et société

### Démographie

#### Évolution démographique
En 2021, la commune comptait 390 habitants, en évolution de +5,69 % par rapport à 2015 (Maine-et-Loire : +2,12 %, France hors Mayotte : +2,11 %).
| 1800 | 1806 | 1821 | 1831 | 1836 | 1841 | 1846 | 1851 | 1856 |
| ---- | ---- | ---- | ---- | ---- | ---- | ---- | ---- | ---- |
| 518  | 470  | 435  | 520  | 480  | 494  | 524  | 539  | 560  |

| 1861 | 1866 | 1872 | 1876 | 1881 | 1886 | 1891 | 1896 | 1901 |
| ---- | ---- | ---- | ---- | ---- | ---- | ---- | ---- | ---- |
| 601  | 600  | 568  | 562  | 543  | 558  | 586  | 593  | 563  |

| 1906 | 1911 | 1921 | 1926 | 1931 | 1936 | 1946 | 1954 | 1962 |
| ---- | ---- | ---- | ---- | ---- | ---- | ---- | ---- | ---- |
| 538  | 507  | 453  | 421  | 403  | 409  | 394  | 328  | 315  |

| 1968 | 1975 | 1982 | 1990 | 1999 | 2006 | 2007 | 2012 | 2017 |
| ---- | ---- | ---- | ---- | ---- | ---- | ---- | ---- | ---- |
| 306  | 267  | 256  | 266  | 312  | 368  | 376  | 365  | 381  |

| 2021 | - | - | - | - | - | - | - | - |
| ---- | - | - | - | - | - | - | - | - |
| 390  | - | - | - | - | - | - | - | - |

#### Pyramide des âges
La population de la commune est relativement jeune.
En 2018, le taux de personnes d'un âge inférieur à 30 ans s'élève à 40,2 %, soit au-dessus de la moyenne départementale (37,2 %). À l'inverse, le taux de personnes d'âge supérieur à 60 ans est de 16,5 % la même année, alors qu'il est de 25,6 % au niveau départemental.
En 2018, la commune comptait 177 hommes pour 207 femmes, soit un taux de 53,91 % de femmes, largement supérieur au taux départemental (51,37 %).
Les pyramides des âges de la commune et du département s'établissent comme suit.
| Hommes | Classe d’âge | Femmes |
| ------ | ------------ | ------ |
| 0,6    | 90 ou +      | 0,5    |
| 1,1    | 75-89 ans    | 3,8    |
| 15,1   | 60-74 ans    | 12,0   |
| 19,8   | 45-59 ans    | 21,8   |
| 26,8   | 30-44 ans    | 18,7   |
| 14,8   | 15-29 ans    | 17,6   |
| 21,9   | 0-14 ans     | 25,7   |

| Hommes | Classe d’âge | Femmes |
| ------ | ------------ | ------ |
| 0,9    | 90 ou +      | 2,1    |
| 7      | 75-89 ans    | 9,5    |
| 16,2   | 60-74 ans    | 16,9   |
| 19,4   | 45-59 ans    | 18,7   |
| 18,2   | 30-44 ans    | 17,5   |
| 18,8   | 15-29 ans    | 17,6   |
| 19,5   | 0-14 ans     | 17,6   |

## Économie
Sur 24 établissements présents sur la commune à fin 2010, 29 % relevaient du secteur de l'agriculture (pour une moyenne de 17 % sur le département), 8 % du secteur de l'industrie, 25 % du secteur de la construction, 25 % de celui du commerce et des services et 13 % du secteur de l'administration et de la santé. Fin 2015, sur les 25 établissements actifs, 16 % relevaient du secteur de l'agriculture (pour 11 % sur le département), 12 % du secteur de l'industrie, 12 % du secteur de la construction, 52 % de celui du commerce et des services et 8 % du secteur de l'administration et de la santé.

## Culture locale et patrimoine

### Lieux et monuments

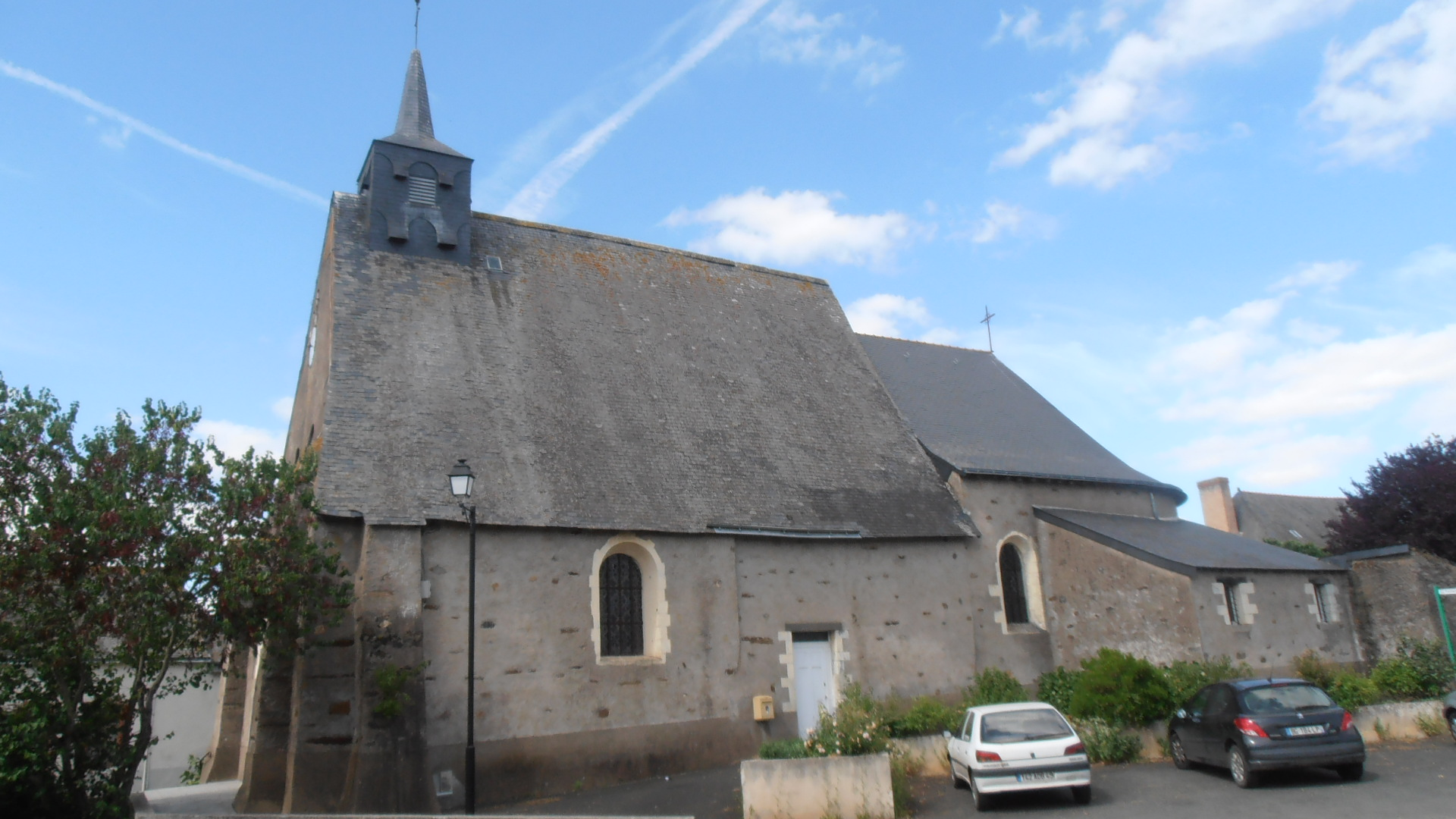
L'église de Saint-Sigismond.

- Église de Saint-Sigismond.

### Personnalités liées à la commune
Noëlla Rouget, née Peaudeau (1919-2020), résistante et déportée a vécu à Saint-Sigismond de mars 1946 à août 1947, chez son frère Georges, alors curé de la paroisse. Le 9 août 1947, elle épouse le Genevois André Rouget, à la mairie de Saint-Sigismond, avant de s'établir à Genève (Suisse), jusqu'à son décès en 2020,.